# Filchnerella tenggerensis
Filchnerella tenggerensis is een rechtvleugelig insect uit de familie Pamphagidae. De wetenschappelijke naam van deze soort is voor het eerst geldig gepubliceerd in 1989 door Zheng & Fu.